# Riudoms
Riudoms là một đô thị trong comarca Baix Camp, tỉnh Tarragona, cộng đồng tự trị Catalonia, Tây Ban Nha.

### Dân số
- Biến động dân số từ năm 1996 đến năm 2005

| 1996  | 1998  | 1999  | 2000  | 2001  | 2002  | 2003  | 2004  | 2005  |
| ----- | ----- | ----- | ----- | ----- | ----- | ----- | ----- | ----- |
| 5.006 | 5.068 | 5.153 | 5.201 | 5.297 | 5.356 | 5.462 | 5.573 | 5.763 |